# Magny-les-Hameaux
Magny-les-Hameaux is een gemeente in het Franse departement Yvelines (regio Île-de-France) en telt 8769 inwoners (1999). 
 De plaats maakt deel uit van het arrondissement Rambouillet en is een van de twaalf gemeenten van de nieuwe stad Saint-Quentin-en-Yvelines.
Op het grondgebied van de gemeente bevinden zich de resten van het beroemde klooster van Port-Royal-des-Champs.

## Geografie
De oppervlakte van Magny-les-Hameaux bedraagt 16,6 km², de bevolkingsdichtheid is 528,3 inwoners per km².
De onderstaande kaart toont de ligging van Magny-les-Hameaux met de belangrijkste infrastructuur en aangrenzende gemeenten.

## Demografie
Onderstaande figuur toont het verloop van het inwonertal (bron: INSEE-tellingen).